# Coptotettix prominemarginis
Coptotettix prominemarginis är en insektsart som beskrevs av Deng, W.-a., Z. Zheng och S.-z. Wei 2007. Coptotettix prominemarginis ingår i släktet Coptotettix och familjen torngräshoppor. Inga underarter finns listade i Catalogue of Life.